# Seznam nosilcev partizanske spomenice 1941
Seznam nosilcev Partizanske spomenice 1941. Popolni seznam vseh 1811 prejemnikov spomenice je v knjigi Partizanska spomenica 1941: Seznam nosilcev Janeza J. Švajncerja (2017). (COBISS)

## A
- Vera Aceva-Dosta (Makedonija)
- Marjan Ahčin
- Milorad Ajnšpiler
- Franc Albreht
- Milan Apih
- Adolf Arigler
- Ljupčo Arsov (Makedonija)
- Viktor Avbelj-Rudi
- Jaka Avšič

## B
- Branko Babič-Vlado
- Ernest Babič
- Marijan Badel
- Mitar Bakić
- Pavle Baloh
- Aleš Bebler
- Marko Belinić
- Niko Belopavlovič
- Julij Beltram
- Matevž Benedičič
- Vlado Benko
- Ivan Bernot
- Ivan Bertoncelj
- Bernard Bizjak
- Dominik Bizjak - Adam
- Stane Bizjak
- Milan Blagojević
- Jakov Blažević
- Stane Bobnar
- Pavle Bojc
- Anton Bole
- Dušan Bole
- Branko Borojević
- Jože Borštnar
- Vlado Božović
- Mirko Bračič
- Ludvik Bradeško - Iztok
- Edo Brajnik
- Ivan Bratko
- Dušan Bravničar
- Marjan Brecelj
- Jože Brilej
- Hasan Brkić
- Viktor Bubanj

## C
- Nada Carevska
- Alojz Colarič
- Vendelina Colja-Pavlin
- Krste Crvenkovski
- Franc Cvetan
- Marjan Cvetković
- Miljenko Cvitković

## Č
- Francka-Brigita Čamer Unetič
- Alojz Čede - Iztok
- Jože Čerin
- Josip Černi
- Boris Čižmek - Bor
- Antonija Čok
- Franc Črnugelj - Zorko

## Ć
- Vladimir Ćetković
- Radivoj Ćirpanov

## D
- Mitar Dabanović
- Radoje Dakić-Brko
- Uglješa Danilović
- Anton Debevec
- John Denvir
- Marjan Dermastia
- Mihaela Dermastia
- Anton Dežman-Tonček
- Vladimir Diehl
- Cvetan Dimov
- Sretan Djenadjija
- Jože Dolenc
- Milan Dolenc
- Anton Dolgan
- Ervin Dolgan
- Ivan Dolničar
- Ilija Došen
- Franc Dragan
- Marija Drakslar
- Josip Draksler
- Petar Drapšin
- Franc Drobež
- Franc Drobič
- Emin Duraku
- Tončka Durjava
- Anton Dvojmoč
- Mirko Dukić

## F
- Tone Fajfar
- Anton Ferjančič
- Stjepan Filipović-Stevo
- Drago Flis-Strela
- Mirko Frankič - Tilen
- Jožef Franz

## G
- Radoslav Gabrovec
- Viktor Galičič
- Ivan Glavan
- Jože Glavan
- Ferdo Godina
- Ivan Gorjup
- Mirko Gorše-Iztok
- Ladislav Grat-Kijev
- Ignac Gregorač
- Jože Gregorčič
- Pavle Gregorić
- Bogdana Greif
- Martin Greif-Rudi
- Stane Grilanc-Srečko
- Ivan Gromovnik Hariš-Ilija
- Dušan Grum

## H
- Tone Hafner
- Vinko Hafner
- Rade Hamović
- Jože Hermanko
- France Hočevar
- Janez Hočevar
- Fadil Hodža
- Silvo Hrast
- Janez Hribar (1909-1967)
- Janez Hribar (1918-1978)
- Rudolf Hribernik-Svarun
- Žan Hrovat
- Martin Humar - Soča
- Avdo Humo

## I
- Franc Igličar - Branko
- Jožef Intihar - Pepi
- Dragiša Ivanović
- Branko Ivanuš

## J
- Adolf Jeraj
- Ivan Jakič
- Albert Jakopič-Kajtimir
- Ljuban Jakše
- Rudolf Jančar
- Andrej Janežič
- Rudi Janhuba
- Drago Jerman
- Svetolik Jovanović - Miro
- Jože Jurančič

## K
- Janez Kanoni-Ivan
- Edvard Kardelj
- Pepca Kardelj
- Olga Kastelic
- Jože Kašper - Peter
- France Kavčič - Veljko
- Lojze Kebe
- Lado Kersnik
- Stane Kersnik - Jelovčan
- Anton Keš-Stojan
- Boris Kidrič
- Zdenka Kidrič
- Ada Klanjšek
- Jože Klanjšek-Vasja
- Jože Klarič
- Franc Klukej
- Gojko Knežević
- Aleksander Komernicki
- Franc Konobelj - Slovenko
- Ignac Koprivec
- Leopold Koritnik
- Fani Košir - Meta
- Marija Kovač
- Stane Kovač (1917)
- Stane Kovač (1919)
- Ivan Kovačič - Efenka
- Ferdo Kozak
- Karel Kozar - Romi
- Boris Kraigher
- Sergej Kraigher
- Franc Krese
- Leopold Krese
- Jožef Kresnik (1912 - 1944)
- Ada Krivic
- Maks Krmelj
- Dušan Kveder

## L
- Sonja Lapajne
- Djuro Latinović
- Božidar Lavrič
- Franc Leskošek
- Anton Loncnar
- Cita Lovrenčič Bole
- Franc Lubej
- Spiro Lučić

## M
- Ivan Maček-Matija
- Leopold Maček
- Vladislav Majhen
- Ivan Manfreda - Jaka
- Mica Marinko Šlander
- Radko Marjanović
- Drago Marušič
- Karlo Maslo - Drago
- Drago Maslov
- Evgen Matejka-Pemc
- Tone Matoh - Štepsl
- France Mekina-Borut
- Edvard Mihevc
- Branislav Milenić
- Cveta Mlakar
- Jože Molek
- Martin Mozetič
- Ciril Mravlja
- Dragoljub Munjica

## N
- Anton Nartnik - Černivec
- Ante Novak
- Franc Novak

## O
- Angela Ocepek
- Lojze Ocepek
- Anton Okrogar

## P
- Štefan Pavšič
- Vladimir Pavšič
- Meta Pečar
- Rado Pehaček
- Florijan Pelko - Cveto
- Anton Peternelj-Igor
- Franc Pirkovič
- Vilma Pirkovič Bebler
- Jože Pirnat
- Marija Pirnat
- Franc Poglajen
- Franc Pokovec-Poki
- Bojan Polak-Stjenka
- Zoran Polič
- Anton Primc - Dušan

## R
- Boris Race
- Slavka Radoševič  - Nadja
- Zdravko Rakušček
- Cirila Rebernik por. Curk
- Marjan Rejc
- Feliks Rezdrih
- Franc Rojšek-Jaka
- Janko Rudolf

## S
- Adolf Sedlar - Rudolf
- Julij Simončič-Gortan
- Štefan Simonič
- Jože Simšič-Jelen
- Stevo Slavnić
- Jovo Stanić
- Jože Sluga - Lenart

## Š
- Dušan Škodič - Sulc
- Albin Škrlj (Divača)
- Ivan Štajdohar

## T
- Nada Tarman (1922–2024)
- Jože Tekavec
- Tone Tomšič
- Ciril Trilar - Čiro
- Milan Trtnik - Milanček
- Franc Toplak

## V
- Franc Verovšek - Vasja
- Dušan Vlajšević
- Mitja Vošnjak
- Ivan Vovk - Živan
- Karel Vrhovšek - Aleš

## U
- Anton Ulrih - Kristl
- Ela Ulrih - Atena
- Francka Unetič - Brigita

## Z
- August Zajc
- Rado Zakonjšek - Cankar
- Franc Zalaznik
- Tone Zgonc - Vasja
- Mirko Zlatnar
- Adam Zorn - Kovač
- Ludvik Zupanc - Ivo

## Ž
- Bogdan Žagar
- Iztok Žagar
- Pavle Žaucer - Matjaž
- Nestl Žgank
- Josipina Židanik - Zmagoslava
- Alojz Žokalj  - Džidži
- Franc Žugel
- Andrej Žvan - Boris